# BirdLife International
A BirdLife International (jogelődje a Nemzetközi Madárvédelmi Tanács, angolul: International Council for Bird Preservation) nemzetközi természetvédelmi szervezet a madarak és élőhelyük védelmével foglalkozik. Globális természetvédelmi szövetség, melynek tagjai közt több mint 100 partnerszervezet található, köztük olyan patinás szervezetek, mint az angol Királyi Társaság a madarak védelméért (Royal Society for the Protection of Birds – RSPB), a Német Természetvédelmi Egyesület (Naturschutzbund Deutschland – NABU). A Magyar Madártani és Természetvédelmi Egyesület (MME) is az 1992–1993-as (újjá)alapítók között volt, de Magyarország már az 1922-ben megalakult jogelődszervezethez is az elsők között csatlakozott 1923-ban.
A BirdLife International a madarak vonatkozásában a Természetvédelmi Világszövetség (IUCN) megbízása alapján hivatalos jogkörrel rendelkezik a veszélyeztetett fajok vörös listájának összeállítására, koordinálja a világ összes madárfajának a lista kategóriáihoz és kritériumaihoz viszonyított értékelési folyamatát annak érdekében, hogy felmérje azok kihalási kockázatát.

## Története

### Nemzetközi Madárvédelmi Tanács (1922–1993)
1922. június 20-án délben a brit pénzügyminiszter londoni otthonában angol, amerikai, francia és holland emberek egy csoportja találkozott, hogy megalapítsa a Nemzetközi Madárvédelmi Tanácsot (angolul International Council for Bird Preservation, rövidítése: ICBP), mely a világ első nemzetközi természetvédelmi szervezete volt. Jelen volt többek között Dr. T. Gilbert Pearson, a Nemzeti Audubon Társaság (Audubon Society, későbbi BirdLife partnerszervezet az Amerikai Egyesült Államokban) társalapítója és akkori elnöke, Frank E. Lemon, a Királyi Társaság a madarak védelméért (Royal Society for the Protection of Birds – RSPB, későbbi BirdLife partnerszervezet az Egyesült Királyságban) tiszteletbeli titkára, Jean Delacour, a francia Madárvédelmi Liga (Ligue pour la Protection des Oiseaux – LPO, későbbi BirdLife partnerszervezet Franciaországban) elnöke, valamint a holland Pieter van Tienhoven és Adolphe Burdet fotográfusok. Mottójuk az volt, hogy egységes fellépéssel többet kell tudnunk teljesíteni, mint a madarak életét fenyegető veszélyek elleni küzdelemben egyénileg dolgozó szervezetek.
Az ICBP-nek három éven belül már a világ öt kontinenséről voltak tagjai. 1935-ben került vezető pozícióba az első nő a szervezetnél. Az angol Phyllis Barclay-Smith volt a tanács első főtitkára (1974-től, előtte előbb a brit szekció, majd 1946-tól az ICBP titkáraként dolgozott) és szervezőkészségével az ICBP fő „motorja” volt 43 éven át, amikor is 1978-ban lemondott.
Magyarországot Pearson 1923-ban látogatta meg, ami után a hamarosan megalakult bizottsággal a magyarok is, az elsők között csatlakoztak a kezdeményezéshez. Erről Schenk Jakab az Aquila 1923–1924-es kötetében így írt a Kócsagvédelem – Természetvédelem. 1923/24. évi jelentés című cikkében: „...megtudta, hogy itt intenzív madárvédelem folyik, a párisi természetvédelmi kongresszusról jövet 1923 június 9-én személyesen is meglátogatta az intézetet, hogy megnyerje Magyarország madárvédő köreit is a Nemzetközi Madárvédelmi Bizottságban való részvételre. Ismertette ennek a bizottságnak az alább közlendő működési tervezetét és fölszólította az intézet szakembereit, hogy vegyenek részt a bizottság működésében, de lehetőleg társadalmi alakulat keretében és nyerjék meg a többi magyarországi hasonló célu intézmény hozzájárulását is, aztán ezekből alakítsák meg a magyarországi szakosztályt.
Pearson ez alkalommal a megalakitandó Madárvédő Egyesület céljaira átadta a részére hivatalból kiutalt utazási költségeket, 542 000 koronát, ő a saját költségén utazott Amerikából Európán át és vissza. [...] fölszólitására megalakítottuk azt a bizottságot, amely Magyarországot a Nemzetközi Bizottságban képviseli. Ezek tagjai a következők: A M. kir. Madártani Intézet részéről Csörgey Titus mint a Bizottság elnöke és Schenk Jakab mint titkár; az Országos Állatvédő Egyesület részéről özv. Chernel Istvánné és Selymessy Ferenc; a Mezőgazdasági Múzeum részéről Paikert Alajos min. tanácsos, igazgató; a „Hubertus” Országos Magyar Vadászati Védegylet részéről Dr. Szlávy Kornél, a Tiszántúli Madárvédelmi Egyesület részéről Szomjas Gusztáv és Dr. Nagy Jenő.”
A szervezet első kampányaiban a mezőgazdasági kártevők korlátozásában fontos szerepet játszó rovarevő madarak védelmére hívta fel a figyelmet, valamint követelte a vadmadártollak kereskedelmének betiltását. Ez utóbbi Magyarországot is jelentősen érintette, hiszen az akkori divat miatt olyan szinten ölték a vadmadarakat, hogy hazánkban szinte teljesen kipusztult a nagy kócsag állomány. Az első természetvédelmi őrség megindítását, a kócsagőrök alkalmazását e kampány hatására nemzetközi támogatások és magánadományok tették lehetővé.
A tanács 1952-ben indította el a világ veszélyeztetett madárfajaira vonatkozó adatgyűjtést. 1966-ban a Természetvédelmi Világszövetséggel (IUCN – International Union for the Conservation of Nature) együttműködve, első alkalommal jelentette meg a veszélyeztetett fajok vörös listáját, ami lehetővé tette a védelmi prioritások meghatározását, felhívta a figyelmet a problémákra, és ezzel segítette a kormányzati és támogatói források előteremtését.
Az ICBP európai tagjai fontos szerepet játszottak az Európai Unió madárvédelmi irányelvének jóváhagyásában 1970-ben. Ez volt az első uniós környezetvédelmi irányelv, amiből létrejöhetett Natura 2000 hálózat.
1977-ben néhány későbbi BirdLife partnerszervezet – köztük az 1974. január 6-án megalakult Magyar Madártani és Természetvédelmi Egyesület – hozta létre az európai madárvédelmi szervezetek munkacsoportját (Working Group of European Bird Protection Societies – WEBS), ami a természetvédelmi akciók minél hatékonyabb szervezését tette lehetővé.
A Nemzetközi Madárvédelmi Tanács munkájának egyik legfőbb területe a vonuló madarak védelme lett. Az első globális kezdeményezést 1978-ban kezdték el. A szervezet alapvető szerepet töltött be a vándorló fajok összehangolt, nemzetközi védelmét szolgáló keretmegállapodás, a bonni egyezmény létrehozásában.

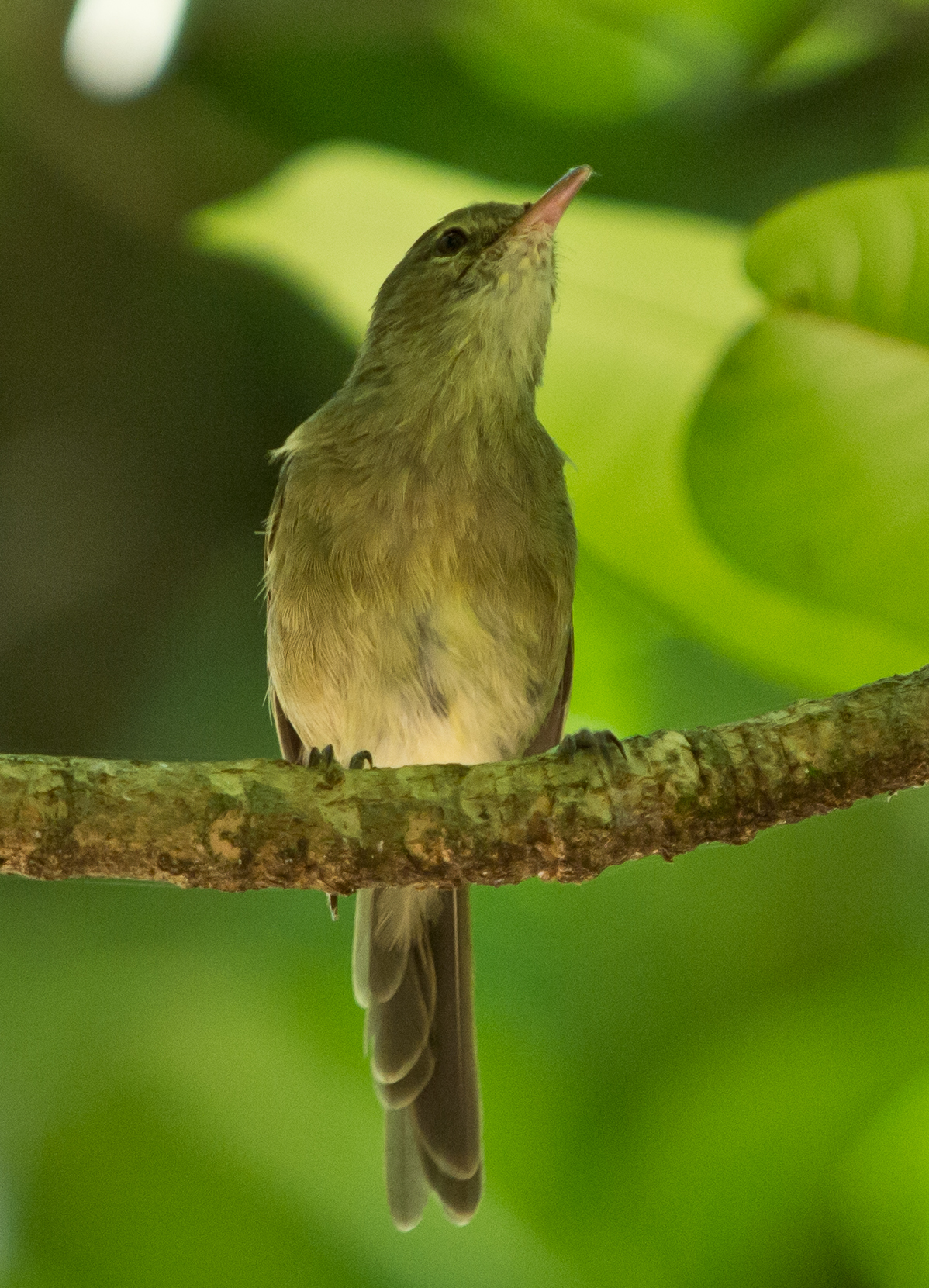
Seychelle-szigeteki poszáta Cousin-szigetén 2012-ben

1978-ig a szervezet minden tisztviselője önkéntes volt, illetve legfeljebb részmunkaidőben dolgozott. A struktúrájukból adódóan – mivel azok szervezeti felépítésükből adódóan kommunikációval, márkaépítéssel és forrásteremtéssel foglalkoztak – az 1961-ben létrehozott WWF (World Wide Fund for Nature, magyarul: Természetvédelmi Világalap) és a még 1948-ban alapított IUCN (International Union for the Conservation of Nature, magyarul Természetvédelmi Világszövetség) dinamikusan finanszírozott, ez által fejlődő tevékenységük révén hamar az ICBP – ami mindkét szervezet alapításában közreműködött – háttérszervezeteivé, közös madárvédelmi tanácsadóivá váltak. Az 1960-as évektől így egyre több konkrét akciót szerveztek meg. Az egyik legjelentősebb ilyen az volt, amikor 1968-ban a brit szekció megvásárolta a Seychelle-szigetekhez tartozó, mindössze 0,3 km2-es Cousin-szigetet, ahol kiirtották kókuszültetvényeket, és helyreállították a természetes Pisonia-erdőket, hogy megmentsék az ott még fellelhető, akkor mindössze 26 példányból álló Seychelle-szigeteki poszáta (Acrocephalus sechellensis) populációt a kihalástól.
A szervezetet sokáig elsősorban Phyllis Barclay-Smith főtitkár tartotta össze és működtette. 1978-as távozását követően azonban szükségessé vált a többi, „modern” nemzetközi természetvédelmi szervezet mintájára egy hivatalos titkárság létrehozása. Első fizetésüket, illetve az „új vállalkozás” (a nemzetközi titkárság) elindítását 1980-ban a WWF, továbbá az angol Királyi Társaság a madarak védelméért (Royal Society for the Protection of Birds – RSPB) és az amerikai Nemzeti Audubon Társaság finanszírozta meg. Az ICBP első igazgatója a svájci Christoph Imboden ökológus lett. Az átalakulást követően 1985-re a világ vezető madártani szakértő szervezeteként 42 országban több, mint 200 projektet működtetett.
Az akkori, addigi szervezeti struktúrában sok különféle filozófiájú szervezet tömörült szövetségbe. Minden országot egy nemzeti bizottság képviselt, aminek tagjai múzeumok, egyetemek, állatkertek, kormányzati szervek és vadászati szövetségek is voltak, nem kizárólag madárvédelmi szervezetek. Ezt a vezetők akadályozó tényezőként ítélték meg és elkezdődött a szervezet újabb átalakítása, ami a BirdLife megalakulásához vezetett.
1987-ben, hogy Bulgária, Csehszlovákia, az NDK, Lengyelország, Románia, a Szovjetunió és Jugoszlávia képviselői is részt vehessenek, az ICBP európai szekciójának konferenciáját a keleti blokkba, Magyarországra hozták, amit így az MME rendezhetett meg Visegrádon, az Magyar Nemzeti Bank üdülőjében – ezt később több más, hazánkba szervezett rendezvény is követte.
1989-ben megrendezték az első, brit madármegfigyelő vásárt (British Birdwatching Fair, vagy Birdfair) az angliai Rutland megyében. Ez az évente megrendezett esemény a 2010-es évekig több mint 2 millió fontot gyűjtött össze a BirdLife projektek számára világszerte.
Az 1990-es évekre a szervezet már több, mint 300 nemzeti szervezetet tömörítő szövetségé vált. 1992-ben a svéd Mats Segnestam és amerikai Donald O’Brien irányításával Aachenben 15 „vezető szervezet” – köztük (a volt keleti blokk országainak szervezetei között egyedüliként) az MME is – aláírta azt a partnerségi megállapodást, amely szerint a nemzeti bizottságok helyett az új szövetségben minden országot csak egy partnerszervezet képviselhet majd.

#### Elnökök
- T. Gilbert Pearson, az ICBP első elnöke (1922–1938)
- Jean Delacour (1938–1958, majd 1985-ben bekövetkezett haláláig mint emeritus elnök volt a szervezet aktív tagja)
- S. Dillon Ripley (1958–1982)

#### Igazgató
- Christoph Imbolden (1979–1992)

### BirdLife International
A megújult szövetség jelképmadarának a sarki csért választották, ami a világ leghosszabb vonulási távolságot megtevő madárfajaként a nemzetközi összefogás fontosságát szimbolizálja.
1993. március 3-án, 20 partnerszervezettel indult el hivatalosan az új szervezet, a BirdLife International, köztük a Magyar Madártani és Természetvédelmi Egyesület BirdLife Hungary néven. Első elnöke az amerikai Gerard A. Bertrand, első vezérigazgatója a svájci Christoph Imboden volt. 1994-ben, már 53 partnerszervezet részvételével tartotta meg az első világkonferenciáját a németországi Rosenheimben.

A BirdLife International első nagy akciója 1993 április 24-én volt. Ez a nap a vonulómadarak védelméről szólt és számos országban szerveztek demonstrációkat, gyűjtési akciókat, hogy felhívják a figyelmet a vonuló madarakra és az élőhelyüket veszélyeztető problémákra. Svájcban, Hollandiában például a nemzetközi egyezmények betartásáért, Spanyolországban a nagyméretű ipari és mezőgazdasági beruházások elhárításáért, Romániában a vizes élőhelyek, főként a Duna-delta védelméért indítottak akciót. A magyar nap mottója a Repülés az életért volt.
A BirdLife International 2012-ben megünnepelte 90. évfordulóját. Ekkor a BirdLife titkársága 200 alkalmazottal, regionális irodáiból koordinálta és támogatta az akkor 117 nemzetközi partnerszervezete és azok 7500 alkalmazottjának munkáját, minden kontinensen. A természetvédelmi mozgalom 2012-ben 2,7 millió tagot és 10 millió támogatót számlált (amiben az akkor közel 10 ezer MME tag és 30 ezer támogató is benne volt).
A BirdLife nemzetközi hálózata régiókra tagolódik, ezek: Európa és Közép-Ázsia (benne az MME), Közel-Kelet, Ázsia, Afrika, Csendes-óceáni térség és Amerika. Ezek koordinálását a Cambridge-ben található Nemzetközi Titkárság végzi. A szervezet regionális titkárságokat is fenntart. A nemzetközi méretű feladatokat (mint például a vonuló madarak vagy a nemzetközi jelentőségű madárélőhelyek védelme), az abban érintett képviselő szervezetek hajtják végre.
A BirdLife-nak, ahogy az elődszervezetnek, továbbra is egyik központi témája a vonuló madárfajok védelme. E mellett kiemelt jelentőségű 2009 óta – amikor az Amerikai Egyesült Államokban megjelent az első Fontos madárélőhelyek (Important Bird Area – IBA) jegyzéke – a fontos madárélőhelyek program, ami keretében a veszélyeztetett madárfajok védelme szempontjából legjelentősebb területeket egy előzetesen kialakított és széles körben megvitatott módszer alapján jelölték ki. Ezt az „IBA módszertant” használták fel az Európai
Unióban – így Magyarországon is – a Natura 2000 hálózat különleges madárvédelmi területeinek kijelöléséhez is, miután azt az Európai Bizottság tudományosan megalapozottnak tekintette azt. Partnerszervezetei az élőhelyek és a szélesebb értelemben véve a táj védelme érdekében a partnerszervezetek és a titkárság a földhasználatot vagy tengerek állapotát meghatározó mezőgazdasági, erdészeti, halászati, vízügyi és energiaügyi politikák alakításában is jelentős szerepet vállalnak.

#### Elnökök
- Gerard A. Bertrand - USA (1993–2004)
- Peter Schei - Norvégia (2004–); tiszteletbeli elnök Takamodo japán hercegnő

#### Vezérigazgatók
- Christoph Imboden - Svájc (1993–1996)
- Mike Rands - Nagy-Britannia (1996–2009)
- Marco Lambertini - Olaszország (2009–)